# Ekwador na Letnich Igrzyskach Olimpijskich 1924
Ekwador na Letnich Igrzyskach Olimpijskich 1924 reprezentowało 3 zawodników, startujących w czterech konkurencjach lekkoatletycznych. Był to debiut reprezentacji Ekwadoru na letnich igrzyskach olimpijskich.

## Reprezentanci

### Lekkoatletyka
Mężczyźni
| Zawodnik           | Konkurencja      | Eliminacje | Eliminacje | Ćwierćfinał | Ćwierćfinał | Półfinał | Półfinał | Finał | Finał   |
| Zawodnik           | Konkurencja      | Wynik      | Miejsce    | Wynik       | Miejsce     | Wynik    | Miejsce  | Wynik | Miejsce |
| ------------------ | ---------------- | ---------- | ---------- | ----------- | ----------- | -------- | -------- | ----- | ------- |
| Alberto Jurado     | bieg na 100 m    |            | 5.         | NQ          | NQ          | NQ       | NQ       | NQ    | NQ      |
| Alberto Jarrín     | bieg na 10 000 m | —          | —          | —           | —           | —        | —        | DNF   | DNF     |
| Belisario Villacís | maraton          | —          | —          | —           | —           | —        | —        | DNF   | DNF     |

| Zawodnik       | Konkurencja | Kwalifikacje | Kwalifikacje | Finał | Finał   |
| Zawodnik       | Konkurencja | Wynik        | Miejsce      | Wynik | Miejsce |
| -------------- | ----------- | ------------ | ------------ | ----- | ------- |
| Alberto Jurado | skok w dal  | 5.68         | 29.          | NQ    | NQ      |